# Edina Pop
Edina Pop (de son vrai nom Marika Késmárky, née le 4 février 1941 à Budapest) est une chanteuse allemande.

## Biographie
Edina Pop obtient son abitur à Budapest, fait quelques concerts et joue à la télévision. Elle arrive en Allemagne en 1969 et entame aussitôt une carrière de chanteuse. En 1971, elle épouse l'acteur Günther Stoll, lequel meurt en 1977. En 1972, elle participe à la sélection pour le concours Eurovision de la chanson et finit septième. Durant les années 1970, sa carrière n'est pas florissante.
En 1979, Ralph Siegel l'engage pour son groupe Dschinghis Khan qui représente l'Allemagne au concours Eurovision de la chanson 1979.
Après la dissolution du groupe, elle reprend sa carrière solo, sans connaître à nouveau le succès. Lors de ses concerts, elle reprend les tubes du groupe. Aujourd'hui, Edina Pop interprète des chansons gospels et jazz.